# Alcorn County
Alcorn County is een county in de Amerikaanse staat Mississippi.
De county heeft een landoppervlakte van 1036 km² en telt 34.558 inwoners (volkstelling 2000). De hoofdplaats is Corinth.

## Bevolkingsontwikkeling

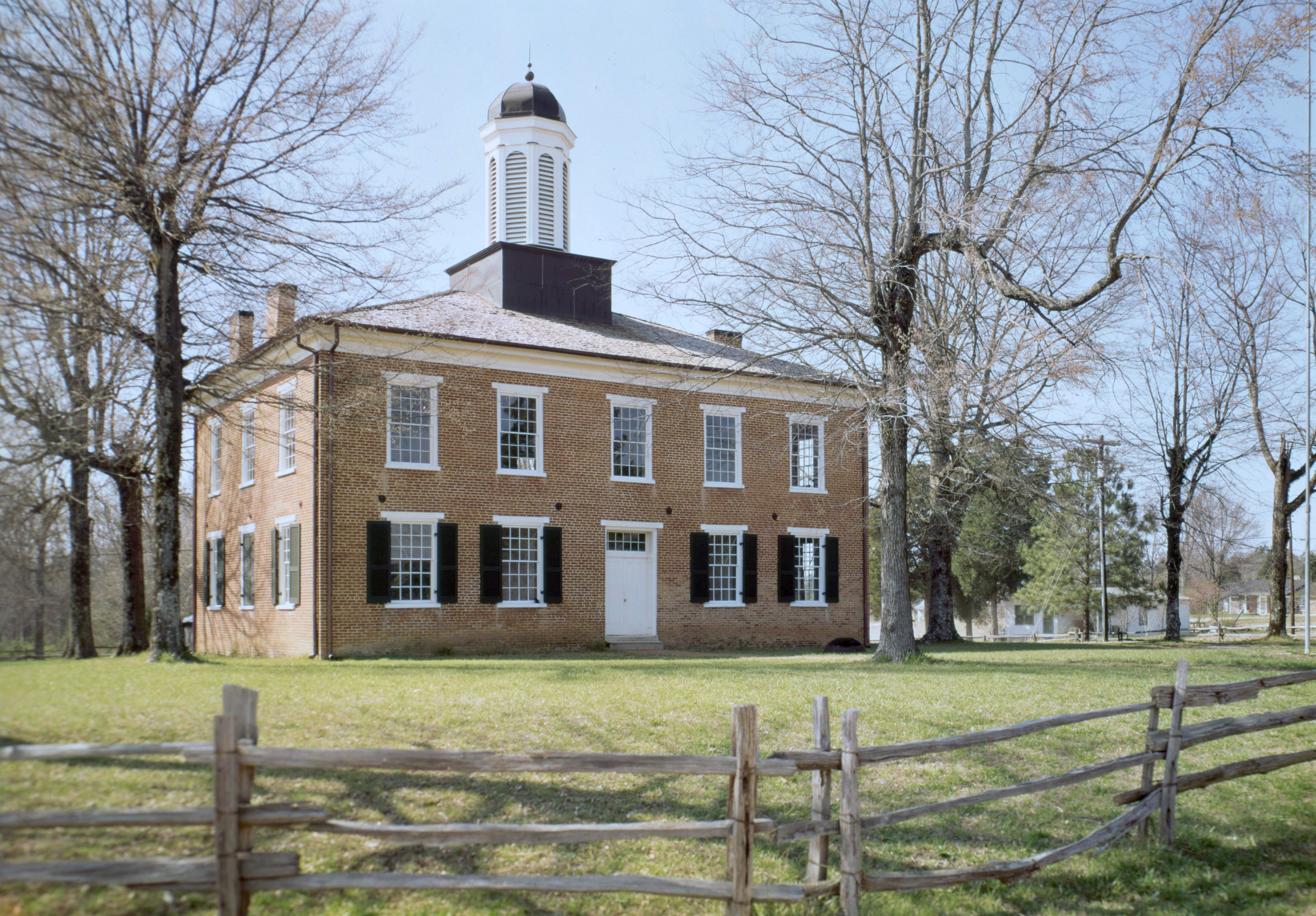
Alcorn County Courthouse